# Campionat d'Europa d'atletisme de 1938
El Campionat d'Europa d'atletisme de 1938 fou la segona edició del Campionat d'Europa d'atletisme organitzat sota la supervisió de l'Associació Europea d'Atletisme. En aquesta ocasió les dones hi pogueren competir, però de manera separada als homes, motiu pel qual s'establiren dues seus: París (França) entre el 3 i 5 de setembre de 1938 pel que fa a la competició masculina i Viena (Alemanya nazi en aquell moment) entre el 17 i 18 de setembre del mateix any pel que fa a la competició femenina.
Les competicions es disputaren a l'Stade Olympique Yves-du-Manoir de la capital francesa i al Praterstadion de la capital austríaca.
Alemanya liderà el medaller amb dotze medalles d'or i un total de 32 medalles. Finlàndia, amb cinc medalles d'or i onze en total fou segona al medaller, mentre el Regne Unit, amb quatre ors i vuit medalles en total, i Suècia, amb tres ors i un total de tretze medalles els seguiren en el medaller.

## Medallistes

### Categoria masculina
| Event | Or                                                                           | Or          | Plata                                                                        | Plata     | Bronze                                                                                  | Bronze    |
| 100 metres | Tinus Osendarp (NED)                                                         | 10.5 CR     | Orazio Mariani (ITA)                                                         | 10.6      | Lennart Strandberg (SWE)                                                                | 10.6      |
| 200 metres | Tinus Osendarp (NED)                                                         | 21.2 CR     | Jakob Scheuring (GER)                                                        | 21.6      | Alan Pennington (GBR)                                                                   | 21.6      |
| 400 metres | Godfrey Brown (GBR)                                                          | 47.4 CR     | Karl Baumgarten (NED)                                                        | 48.2      | Erich Linnhoff (GER)                                                                    | 48.8      |
| 800 metres | Rudolf Harbig (GER)                                                          | 1:50.6 CR   | Jacques Levèque (FRA)                                                        | 1:51.6    | Mario Lanzi (ITA)                                                                       | 1:52.0    |
| 1500 metres | Sydney Wooderson (GBR)                                                       | 3:53.6 CR   | Joseph Mostert (BEL)                                                         | 3:54.5    | Luigi Beccali (ITA)                                                                     | 3:55.2    |
| 5000 metres | Taisto Mäki (FIN)                                                            | 14:26.8 CR  | Henry Jonsson (SWE)                                                          | 14:27.4   | Kauko Pekuri (FIN)                                                                      | 14:29.2   |
| 10.000 metres | Ilmari Salminen (FIN)                                                        | 30:52.0 CR  | Giuseppe Beviacqua (ITA)                                                     | 30:53.2   | Max Syring (GER)                                                                        | 30:57.8   |
| 110 metres tanques | Donald Finlay (GBR)                                                          | 14.3 AR     | Håkan Lidman (SWE)                                                           | 14.5      | Reindert Brasser (NED)                                                                  | 14.8      |
| 400 metres tanques | Prudent Joye (FRA)                                                           | 53.1 CR     | József Kovács (HUN)                                                          | 53.3      | Kell Areskoug (SWE)                                                                     | 53.6      |
| 3.000 metres obstacles | Lars Larsson (SWE)                                                           | 9:16.2      | Ludwig Kaindl (GER)                                                          | 9:19.2    | Alf Lindblad (FIN)                                                                      | 9:21.4    |
| relleus 4×100 metres | AlemanyaManfred Kersch · Gerd Hornberger · Karl Neckermann · Jakob Scheuring | 40.9 CR     | SuèciaGösta Klemming · Åke Stenqvist · Lennart Lindgren · Lennart Strandberg | 41.1      | Regne UnitMaurice Scarr · Godfrey Brown · Arthur Sweeney · Ernest Page                  | 41.2      |
| relleus 4×400 metres | AlemanyaHermann Blazejezak · Manfred Bues · Erich Linnhoff · Rudolf Harbig   | 3:13.7 CR   | Regne UnitJohn Barnes · Alfred Baldwin · Alan Pennington · Godfrey Brown     | 3:14.9    | SuèciaLars Nilsson · Carl Hendrik Gustafsson · Börje Thomasson · Bertil von Wachenfeldt | 3:17.3    |
| Marató | Väinö Muinonen (FIN)                                                         | 2:37:28.8   | Squire Yarrow (GBR)                                                          | 2:39:03.0 | Henry Palmé (SWE)                                                                       | 2:42:13.6 |
| 50 km marxa | Harold Whitlock (GBR)                                                        | 4:41:51     | Herbert Dill (GER)                                                           | 4:43:54   | Edgar Bruun (NOR)                                                                       | 4:44:35   |
| Salt d'alçada | Kurt Lundqvist (SWE)                                                         | 1.97 m      | Kalevi Kotkas (FIN)                                                          | 1.94 m    | Lauri Kalima (FIN)                                                                      | 1.94 m    |
| Salt amb perxa | Karl Sutter (GER)                                                            | 4.05 m CR   | Bo Ljungberg (SWE)                                                           | 4.00 m    | Pierre Ramadier (FRA)                                                                   | 4.00 m    |
| Salt de llargada | Wilhelm Leichum (GER)                                                        | 7.65 m CR   | Arturo Maffei (ITA)                                                          | 7.61 m    | Luz Long (GER)                                                                          | 7.56 m    |
| Triple salt | Onni Rajasaari (FIN)                                                         | 15.32 m CR  | Jouko Norén (FIN)                                                            | 14.95 m   | Karl Kotratschek (GER)                                                                  | 14.73 m   |
| Llançament de pes | Aleksander Kreek (EST)                                                       | 15.83 m CR  | Gerhard Stöck (GER)                                                          | 15.59 m   | Hans Woellke (GER)                                                                      | 15.52 m   |
| Llançament de disc | Willy Schröder (GER)                                                         | 49.70 m     | Giorgio Oberweger (ITA)                                                      | 49.48 m   | Gunnar Bergh (SWE)                                                                      | 48.72 m   |
| Llançament de martell | Karl Hein (GER)                                                              | 58.77 m CR  | Erwin Blask (GER)                                                            | 57.34 m   | Oscar Malmbrandt (SWE)                                                                  | 51.23 m   |
| Llançament de javelina | Matti Järvinen (FIN)                                                         | 76.87 m CR  | Yrjö Nikkanen (FIN)                                                          | 75.00 m   | József Várszegi (HUN)                                                                   | 72.78 m   |
| Decatló | Olle Bexell (SWE)                                                            | 6870 pts CR | Witold Gierutto (POL)                                                        | 6661 pts  | Josef Neumann (SUI)                                                                     | 6444 pts  |
| AR Rècord del continent \| CR Rècord del campionat \| NR Rècord nacional \| OR Rècord olímpic \| PB/PR Millor marca personal/Rècord personal SB Millor marca personal de la temporada \| WL Millor marca mundial de l'any \| WR Rècord del món |                                                                              |             |                                                                              |           |                                                                                         |           |

### Categoria femenina
| Event | Or                                                            | Or      | Plata                                                                                      | Plata   | Bronze                                                                    | Bronze  |
| 100 metres | Stanisława Walasiewicz (POL)                                  | 11.9    | Käthe Krauß (GER)                                                                          | 12.0    | Fanny Blankers-Koen (NED)                                                 | 12.0    |
| 200 metres | Stanisława Walasiewicz (POL)                                  | 23.8    | Käthe Krauß (GER)                                                                          | 24.4    | Fanny Blankers-Koen (NED)                                                 | 24.9    |
| 80 metres tanques | Claudia Testoni (ITA)                                         | 11.6 WR | Lisa Gelius (GER)                                                                          | 11.7    | Catherina ter Braake (NED)                                                | 11.8    |
| relleus 4×100 metres | AlemanyaJosefine Kohl · Käthe Krauß · Emmy Albus · Ida Kühnel | 46.8    | PolòniaJadwiga Gawronska · Barbara Ksiazkiewicz · Otylia Kaluzowa · Stanisława Walasiewicz | 48.2    | ItàliaMaria Alfero · Maria Apollonio · Rosetta Cattaneo · Italia Lucchini | 49.4    |
| Salt d'alçada | Ibolya Csák (HUN)                                             | 1.64 m  | Nelly van Balen-Blanken (NED)                                                              | 1.64 m  | Feodora zu Solms (GER)                                                    | 1.64 m  |
| Salt de llargada | Irmgard Praetz (GER)                                          | 5.88 m  | Stanisława Walasiewicz (POL)                                                               | 5.81 m  | Gisela Voß (GER)                                                          | 5.47 m  |
| Llançament de pes | Hermine Schröder (GER)                                        | 13.29 m | Gisela Mauermayer (GER)                                                                    | 13.27 m | Wanda Flakowicz (POL)                                                     | 12.55 m |
| Llançament de disc | Gisela Mauermayer (GER)                                       | 44.80 m | Hilde Sommer (GER)                                                                         | 40.95 m | Paula Mollenhauer (GER)                                                   | 39.81 m |
| Llançament de javelina | Lisa Gelius (GER)                                             | 45.58 m | Susanne Pastoors (GER)                                                                     | 44.14 m | Luise Krüger (GER)                                                        | 42.49 m |
| AR Rècord del continent \| CR Rècord del campionat \| NR Rècord nacional \| OR Rècord olímpic \| PB/PR Millor marca personal/Rècord personal SB Millor marca personal de la temporada \| WL Millor marca mundial de l'any \| WR Rècord del món |                                                               |         |                                                                                            |         |                                                                           |         |

## Medaller
| Posició | País          | Or | Plata | Bronze | Total |
| 1.      | Alemanya      | 12 | 11    | 9      | 32    |
| 2.      | Finlàndia     | 5  | 3     | 3      | 11    |
| 3.      | Regne Unit    | 4  | 2     | 2      | 8     |
| 4.      | Suècia        | 3  | 4     | 6      | 13    |
| 5.      | Polònia       | 2  | 3     | 1      | 6     |
| 6.      | Països Baixos | 2  | 2     | 4      | 8     |
| 7.      | Itàlia        | 1  | 4     | 3      | 8     |
| 8.      | França        | 1  | 1     | 1      | 3     |
| 8.      | Hongria       | 1  | 1     | 1      | 3     |
| 10.     | Estònia       | 1  | 0     | 0      | 1     |
| 11.     | Bèlgica       | 0  | 1     | 0      | 1     |
| 12.     | Noruega       | 0  | 0     | 1      | 1     |
| 12.     | Suïssa        | 0  | 0     | 1      | 1     |